# Moda Tim
Moda Tim (fostă Confecții Bega) este o companie producătoare de îmbrăcăminte din Timișoara, România.
A fost înființată în anul 1959 iar în 1994 a fost privatizată.
În anul 2009, compania a fost relocată în comuna Giroc pe o suprafață de 8000 de mp.
Fabrica era situată în Piața 700, o zonă semicentrală a Timișoarei.
Pe fostul teren al fabricii, proprietarul companiei, Ovidiu Șandor, a ridicat proiectul de birouri numit City Business Center, a cărui construcție a început în septembrie 2006.
Acesta a fost vândut în 2012 fondului sud-african de investiții NEPI pentru suma de 90 de milioane de euro, fiind la acel moment cel mai mare parc de afaceri din afara Bucureștiului.
Șandor mai deține și în Cluj terenul unei alte foste fabrici de textile – Tricotaje Someșul.
Cifra de afaceri în 2002: 8,4 milioane euro